# Ada Michlstaedter Marchesini
Ada Michlstaedter Marchesini (Trieste, 5 gennaio 1890 – Auschwitz, 8 agosto 1944) è stata una deportata ebrea, autrice di un importante carteggio con il marito Giuseppe Marchesini, che testimonia la quotidianità dell'internamento nel campo di transito di Fossoli, in cui fu rinchiusa prima di essere inviata ad Auschwitz.

## Biografia
Figlia di Anna Camerini e Isacco Michlstaeder, cresce con i numerosi fratelli e sorelle a Trieste, città sede di una comunità ebraica multietnica integrata nella società. Si converte al cattolicesimo e poco dopo, nel 1921, si sposa con rito cattolico con Giuseppe Marchesini. La vita della famiglia inizia ad essere condizionata dalle leggi razziali del 1938 con il licenziamento del cognato Massimo, ebreo, marito della sorella di Ada, Ida.  Anche il marito di Ada, Giuseppe pur essendo ariano, perde il lavoro. Anche per questo motivo i coniugi si trasferiscono nel novembre 1942 a Milano, dove il 15 febbraio 1944 viene arrestata e rinchiusa nel carcere di San Vittore; il 27 aprile 1944 viene trasferita nel campo di transito di Fossoli dove rimane fino all’agosto dello stesso anno. Il giorno stesso del suo arrivo nel campo, Ada si preoccupa di avviare contatti epistolari con la famiglia. Riuscirà così ad inserirsi in una rete di scrittura clandestina già preesistente al suo arrivo, e a far pervenire oltre 40 lettere, tra lettere ufficiali di posta regolamentare del Campo e messaggi clandestini..
Martedì 1 agosto 1944 insieme ad altre 333 persone parte da Fossoli e il 6 agosto dello stesso anno arriva ad Auschwitz. Nina Neufeld Crovetti, Flora Recanati e Alba Valech Capozzi nell’ottobre del 1946 dichiararono la morte di Ada in data 8 agosto 1944 per eliminazione.